# Antarchia
Antarchia es un género de polillas monotípico perteneciente a la familia Geometridae. El género fue descrito por primera vez por William Warren habiendo sido descrito en 1902. Su única especie, Antarchia subrubescens, se encuentra con distribución endémica en Papúa Nueva Guinea.